# Sarraméa

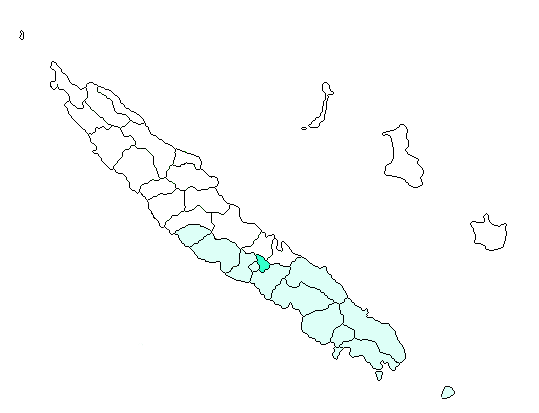
Situació de Sarraméa

Sarraméa és un municipi francès, situat a la col·lectivitat d'ultramar de Nova Caledònia. El 2009 tenia 636 habitants. Amb el municipi veí de Farino, són els únics que no tenen sortida al mar. Situada a la Cadena Central de Nova Caledònia, el punt culminant és el Table Union (1.600 m).

## Evolució demogràfica
| Població de Sarraméa (1956-2009) | Població de Sarraméa (1956-2009) | Població de Sarraméa (1956-2009) | Població de Sarraméa (1956-2009) | Població de Sarraméa (1956-2009) | Població de Sarraméa (1956-2009) | Població de Sarraméa (1956-2009) | Població de Sarraméa (1956-2009) | Població de Sarraméa (1956-2009) | Població de Sarraméa (1956-2009) |
| -------------------------------- | -------------------------------- | -------------------------------- | -------------------------------- | -------------------------------- | -------------------------------- | -------------------------------- | -------------------------------- | -------------------------------- | -------------------------------- |
| Població                         | 255                              | 307                              | 331                              | 357                              | 483                              | 400                              | 486                              | 610                              | 636                              |
| Any                              | 1956                             | 1963                             | 1969                             | 1976                             | 1983                             | 1989                             | 1996                             | 2004                             | 2009                             |

## Composició ètnica
- Europeus 17,7%
- Canacs 80,7%
- Polinèsics 0,4%
- Altres, 1,2%

## Administració
| Període   | Identitat          | Partit       |
| --------- | ------------------ | ------------ |
| 1967-1978 | Cyprien Kawa       |              |
| 1978-1989 | Robert Kollen      |              |
| 1989-2001 | Patrick Holéro     | FLNKS-Palika |
| 2001-2008 | Antoine Nemeubreux | FLNKS-Palika |
| 2008-     | Prisca Holéro      | FLNKS-Palika |